# Acadèmia Valenciana de la Llengua

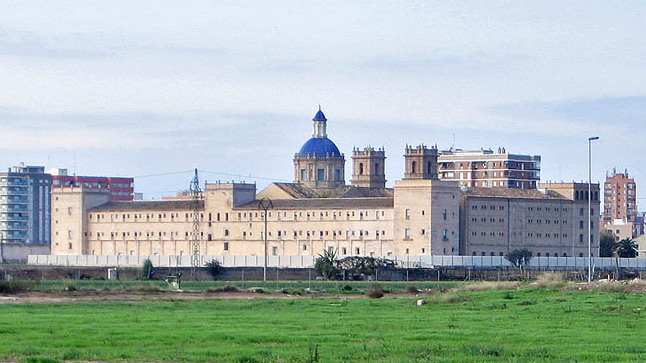
Monastero di San Miguel de los Reyes, sede dell'Acadèmia Valenciana de la Llengua.

L'Acadèmia Valenciana de la Llengua è un istituto creato il 16 dicembre 1998 dal Parlamento valenciano per elaborare e armonizzare le norme linguistiche della lingua valenciana, in accordo con la Generalitat Valenciana e con lo statuto d'autonomia della Comunità Valenzana.
L'accademia ha sede nel Monastero di San Miguel de los Reyes e ha come obiettivo principale è quello di elaborare e standardizzare una forma comune di lingua valenciana.